# Обрі Аддамс
Обрі Аддамс (англ. Aubrey Addams; нар. 25 травня 1987, Уестфілд) — американська порноакторка.

## Біографія
У школі була чирлідеркою і в команді з плавання, грала в драмгуртку. Після середньої школи деякий час навчалася в Технологічному інституті моди в Нью-Йорку, але полишила його.
В порноіндустрію потрапила в 2005 році. З 2006 по 2016 рік знялася в 374 порнофільмах, серед яких останній режисера Залмана Кінга «Насолода або біль» (2013). Співпрацювала в компаніями Brazzers, Hustler та іншими. 
Також знімалася в непорнографічних фільмах, серед яких трилер «Моя поїздка назад до темної сторони» (2014) і 2 епізоду серіалу «Таємниці і секрети особистого життя студентів» (2008).

## Нагороди та номінації
| Рік  | Нагорода           | Категорія                      | Робота                                      | Результат |
| ---- | ------------------ | ------------------------------ | ------------------------------------------- | --------- |
| 2007 | XRCO Award         | Кремова мрія                   |                                             | Номінація |
| 2007 | XRCO Award         | Нова старлетка                 |                                             | Номінація |
| 2007 | F. A. M. E. Awards | Краща дебютантка               |                                             | Номінація |
| 2007 | NightMoves Awards  | Краща нова старлетка           |                                             | Номінація |
| 2008 | AVN Awards         | Краща сцена триолизма          | Fresh Meat 23: Little Titties & Tight Asses | Номінація |
| 2008 | AVN Awards         | Краща парна сцена — відео      | Ass Worship 10                              | Номінація |
| 2009 | AVN Awards         | Краща лесбійська групова сцена | Girlvana 4                                  | Номінація |
| 2012 | AVN Awards         | Unsung Starlet of the Year     |                                             | Номінація |
| 2015 | AVN Awards         | Краща групова сцена            | Aftermath                                   | Номінація |